# Ikigami – Der Todesbote
Ikigami – Der Todesbote (jap. イキガミ, Ikigami) ist ein Manga des japanischen Zeichners Motorō Mase, der von 2005 bis 2012 erstmals in Japan erschien. Das Werk umfasst zehn Bände und wurde in mehrere Sprachen übersetzt. Es handelt von einem Menschen, der anderen die Nachricht über ihren von der Regierung bestimmten Tod überbringt, und ist in die Genres Thriller und Drama einzuordnen.

## Inhalt
In einem dystopischen Japan der Zukunft hat die Regierung, um gegen Apathie und Faulheit vorzugehen, einen „Nationalen Wohlfahrtsakt“ (国家繁栄維持法, Kokka han’ei iji hō, wörtlich: „Nationales Wohlfahrtaufrechterhaltungsgesetz“) beschlossen. Nach diesem werden alle Kinder in der ersten Klasse geimpft, jeder tausendste erhält dadurch eine Nanokapsel, die ihn im Alter von 18 bis 24 Jahren töten wird. Durch den über jeden schwebenden Tod sollen die Menschen den Wert des Lebens schätzen, wodurch wiederum die wirtschaftliche Entwicklung und Produktivität gefördert werden. Die Auserwählten werden von der Gesellschaft als Helden gesehen, die für ihr Land sterben, und die Angehörigen erhalten eine Rente. 
Kengo Fujimoto (藤本 賢吾) wird als Ikigami (逝紙, „Sterbepapier“) ausgebildet, einer jener, die den Opfern des Wohlfahrtsaktes 24 Stunden vor ihrem Tod diesen ankündigen. Die Betroffenen sollen sich so von ihren Angehörigen verabschieden und Unerledigtes in Ordnung bringen können. So besucht er die unterschiedlichsten Menschen, die auf die Ankündigung ihres Todes alle auf ihre Weise reagieren. Manche fügen sich, andere geraten in Wut und bringen damit auch ihren Angehörigen Probleme und die Ächtung durch den Rest der Gesellschaft. Auch trifft er auf jene, die sich gegen das Gesetz aussprechen und deswegen von der Regierung einer Gehirnwäsche unterzogen werden.

## Veröffentlichung
Der Manga erschien ab August 2005 in Einzelkapiteln im Manga-Magazin Weekly Young Sunday von Shogakukan. Nach dessen Einstellung im Juli 2008 erschien es bis März 2012 im Big Comic Spirits. Die Geschichte erschien auch in zehn Sammelbänden (Tankōbon). 
Auf Deutsch erschien der Manga zwischen August 2012 und Januar 2016 beim Carlsen Verlag. In den Niederlanden erschien eine Übersetzung bei Kana, in Spanien bei Panini, in Frankreich bei Asuka und in Nordamerika bei Viz Media. Hanami brachte eine polnische Fassung heraus.

## Rezeption
In Japan verkauften sich die Bände zuletzt etwa 30.000 mal nach Erstveröffentlichung. Zum Festival International de la Bande Dessinée d’Angoulême 2010 wurde der Manga für den großen Preis nominiert.
Andreas Platthaus befindet die Maßnahme und Wirkung des „Nationalen Wohlfahrtsakt“ als reichlich seltsam und wohl nur dem japanischen Publikum gut verständlich. Das Verhalten der Adressaten der Todesnachricht, Hauptthema des Mangas, sei aber eine spannende Frage; auch wenn die weitere Handlung in etwa schon vorhersehbar ist. Doch gerade das wecke auch Neugier. Die jugendliche Zielgruppe könne sich durch die jungen Protagonisten gut identifizieren und grafisch biete das Werk eine solide durchschnittliche Qualität. In besonders emotionalen Szenen zeige die Serie ihren ganz eigenen Stil. In 1001 Comics, die sie lesen sollten, bevor das Leben vorbei ist empfiehlt Radosław Bolałek die Serie.